# Kouty (Brandýs nad Orlicí)
Kouty je název lokality v přírodním parku Orlice na katastrálním území Brandýsa nad Orlicí a zřícenin bývalého dětského a mládežnického tábora. Z Brandýsa nad Orlicí vzdáleného asi 1 km je tábor přístupný po asfaltové komunikaci. V současné době je zde provozováno airsoftové hřiště.

## Historie
Tábor v Koutech určený pro středoškolské studenty byl založen v roce 1930 v údolí Tiché Orlice jihozápadně od Brandýsa nad Orlicí otcem prezidenta Václava Havla Václavem Maria Havlem, který byl prvním předsedou Svazu československého studentstva a též předsedou Obrodného hnutí československé mládeže. Kouty byly již jeho druhou aktivitou v tomto kraji, protože od roku 1924 stojí východně od Brandýsa do dnešních dnů tábor pro vysokoškoláky Řadov. Při výstavbě koutské hlavní budovy s jídelnou a třicítkou ubytovacích chatek se stavitelé vyvarovali nedostatků, které se objevily u starších staveb řadovských. Za druhé světové války tábor využíval Hitlerjugend. Stát jej získal v roce 1959 a poté až do začátku devadesátých let sloužil jako dětský tábor mj. podniku Průmstav Pardubice. V té době přibyla táboru druhá budova se společenským sálem a bazén. Počet ubytovacích chatek byl zvětšován a původní ze třicátých let byly postupně nahrazovány novými. Poslední původní chatky se v areálu nacházely ještě v osmdesátých letech dvacátého století. Na začátku devadesátých let zde ještě mělo letní soustředění divadlo Husa na provázku. Poté se tábor stal obětí neúspěšné Malé privatizace a začal chátrat. Hlavním problémem je fakt, že budovy a pozemky patřili různým vlastníkům. Původní hlavní budova s jídelnou vyhořela, chatky byly postupně zlikvidovány a zachovaly se po nich jen betonové základy, bazén zarůstá vegetací. Ruiny šestice budov dosud stojí a celý tábor je využíván vyznavači Airsoftu. Celý pozemek se stal majetkem Airsoftového klubu BnO, který areál upravil, aby se stal jednou z největších airsoftových arén v Česku.